# Franz Felix Betschon
Franz Felix Betschon (* 29. November 1941 in Airolo; † 27. August 2015 in Heiden AR) war ein Schweizer Offizier (Oberst i Gst.), Industriemanager und Autor.

## Leben
Betschon stammt väterlicherseits aus Baden AG. Er wuchs mit sieben Geschwistern auf; die Mutter hatte tschechische Vorfahren. Er studierte Maschinenbau (Diplomingenieur) an der ETH Zürich und wurde 1977 bei Hans W. Krause mit der Dissertation Theoretische und experimentelle Beiträge zur Klärung der statischen und dynamischen Beanspruchung von Strickmaschinen zum Dr. sc. techn. promoviert. Darüber hinaus absolvierte  er das International Senior Management Program an der Harvard Business School (HBS) in Cambridge.
Danach begann er bei Brown, Boveri & Cie., für die er auch im Ausland tätig war. Später arbeitete er u. a. für die Adolph Saurer AG in Arbon und beim Wild Leitz-Konzern in Heerbrugg. Er war bis 1990 im Vorstand der Leica AG. Danach war er in Sachsen und Baden-Württemberg u. a. bei der STAMAG Stahl- und Maschinenbau tätig. 1998 wurde er Vorsitzender der Geschäftsleitung der Starrfräsmaschinen AG. Ausserdem war er Autor zu sicherheitspolitischen Themen und zwischen 2010 und 2013 Vizepräsident der Gruppe Giardino.
Er war Offizier bei der Schweizer Luftwaffe und durchlief den Generalstabslehrgang an der Generalstabsschule GST S in Luzern. Betschon war u. a. als Unterstabschef Logistik der Flieger- und Flabtruppen und im Armeestabsteil der Untergruppe Nachrichtendienst tätig. Von 1985 bis 2005 war er Mitglied des International Institute for Strategic Studies (IISS) in London.  Von 2010 bis 2013 war er Vizepräsident der Gruppe Giardino, die sich für die Milizarmee einsetzt; aus dieser trat er aber wieder aus.
Ehrenamtlich war er Präsident der FDP Heiden. Betschon war verheiratet, Vater von drei Kindern und wohnte in Heiden.

## Schriften (Auswahl)
Als Autor
- Theoretische und experimentelle Beiträge zur Klärung der statischen und dynamischen Beanspruchung von Strickmaschinen. Juris, Zürich 1977, doi:10.3929/ethz-a-000133494 (Dissertation, ETH Zürich, 1977, Zusammenfassung: PDF).
- Entscheide schnell! Militärische Führungslehre für den Unternehmensalltag. Orell Füssli, Zürich 2004, ISBN 3-280-05089-8.
- Das eurasische Schachturnier: Krisen, Hintergründe und Prognosen. Rita G. Fischer, Frankfurt am Main 2009, ISBN 978-3-8301-1234-1.

Als Herausgeber
- mit Louis Geiger: Erinnerungen an die Armee 61: Eine zeitgeschichtliche Dokumentation. Huber, Frauenfeld 2009, ISBN 978-3-7193-1513-9.
- mit Stefan Betschon, Jürg Lindecker, Willy Schlachter: Ingenieure bauen die Schweiz: Technikgeschichte aus erster Hand. Verlag Neue Zürcher Zeitung, Zürich 2013, ISBN 978-3-03-823791-4.

Als Mitarbeiter
- mit Judith Barben: Mut zur Kursänderung. Schweizerische Sicherheitspolitik am Wendepunkt. Eikos Verlag, Baden 2013, ISBN 978-3-033-03917-9.